# Francesc d'Assís Condomines i Valls
Francesc d'Assís Condomines i Valls (Barcelona, Barcelonès, 1901 - Rialb, la Noguera, 1979) fou un jurista i advocat català.
Fou jutge de primera instància i instrucció a Muros, a la Corunya, fiscal de l'Audiència de Tarragona i secretari de justícia a Barcelona. Després de la Guerra civil espanyola, es dedicà exclusivament a l'exercici de l'advocacia, convertint-se en una figura de gran prestigi en el món jurídic català, i arribant a ser el degà del Col·legi d'Advocats de Barcelona entre els anys 1951 i 1957, i membre de l'Acadèmia de Jurisprudència i Legislació de Catalunya, de la qual fou el seu president entre els anys 1969 i 1977.
Juntament amb el seu gabinet jurídic integrat pels advocats Oriol Arau Hernández i Francesc de Paula Caminal Badia, fou l'advocat defensor que portà a terme la defensa de Salvador Puig Antich, participant en la defensa de Salvador Puig Antich en el consell de guerra que el condemnà a mort.
Col·laborà activament en les publicacions jurídiques més destacades, i fou membre de la comissió redactora del "Projecte de Compilació del Dret Civil Especial de Catalunya", llei del 21 de juliol de 1960.